# Vevo
Vevo – serwis internetowy publikujący początkowo tylko teledyski międzynarodowych wytwórni muzycznych: Universal Music Group, Sony Music Entertainment i EMI, rozpoczął współpracę także z niezależnymi wytwórniami, tj. Virgin Records, Hollywood Records, Empire Distribution, INgrooves Fontana oraz wieloma innymi lokalnymi wytwórniami. Powstał 8 grudnia 2009 r. na mocy porozumienia między Google i Universal Music Group (miało ono zakończyć problemy finansowe z licencjonowaniem muzyki na YouTube). Vevo posiada własny odtwarzacz, jednak licznik jest połączony z odtwarzaczem dostarczanym przez YouTube. Vevo z ponad 5,5 miliardami wyświetleń w miesiącu i ponad 55 miliardami w 2013 roku jest największym partnerem YouTube.
Serwis należy do: Universal Music Group, Sony Music Entertainment, Google oraz Abu Dhabi Media Company.
Serwis był zarządzany w Polsce od 2013 do 2019 roku przez byłą polską dziennikarkę muzyczną Sabinę Lawrów.

## Dostępność
Obecnie serwis dostępny jest w Stanach Zjednoczonych, Kanadzie, Wielkiej Brytanii, Irlandii, Brazylii, Australii, Nowej Zelandii, Francji, Hiszpanii, Włoszech, Holandii, Polsce (od 17 maja 2013 r.) i Niemczech.
Aplikacja Vevo jest dostępna za darmo ponadto na urządzeniach z systemem iOS, Android, Windows Phone, Kindle Fire oraz na Smart TV, tj. Google TV, Apple TV, Samsung TV, Boxee, Roku, Xbox 360, Xbox One, PlayStation 3 i PlayStation 4.
Powodem ograniczonego zasięgu są problemy prawne z licencjonowaniem muzyki w innych krajach. Mimo to dzięki obecności na YouTube zasięg Vevo jest ogólnoświatowy.

## Certyfikat Vevo
Teledyski, które mają ponad 100 milionów wyświetleń otrzymują tzw. certyfikat Vevo. Z tej okazji Vevo przekazuje artyście statuetkę „Vevo Certified” oraz przeprowadza z nim wywiad na temat teledysku.